# Prosačov
Prosačov je obec na Slovensku, v okrese Vranov nad Topľou v Prešovském kraji. Žije zde 211 obyvatel.

## Historie
Obec je doložena z roku 1363 jako Prozach, později jako Prozachov (1410), Prosaczow (1773), Prossacz (1786), Prosáčov (1920), Prosačov (1927); maďarsky Proszács, Porszács.
Patřila panství Čičava, od 17. století Szulyovszkovcům. V roce 1715 měla 7 opuštěných a 11 obydlených domácností, v roce 1787 měla obec 20 domů a 160 obyvatel, v roce 1828 měla 20 domů a 156 obyvatel.
Chovali dobytek, pálili uhlí, v letech 1850–1880 se mnozí vystěhovali. Obec si dodnes zachovala zemědělský ráz. JZD bylo založeno v roce 1958. Část obyvatel pracovala v průmyslových podnicích v Prešově.

## Příroda
Prosačov leží na jižním úpatí Nízkých Beskyd v údolí pravostranného přítoku Voľanského potoka. Nadmořská výška ve středu obce je 190 m n. m. a v katastru 180-419 m n. m. Mírně zvlněný povrch katastru tvoří horniny bradlového pásma a třetihorní flyš. Nesouvislý les je pouze v severní části (habr, borovice).

## Zajímavosti
- Kostel řeckokatolický z roku 1842
- Ruina řeckokatolického kostela